# Histiotus mochica
Histiotus mochica — вид тварин із родини лиликових (Vespertilionidae), ендемік Перу.

## Опис

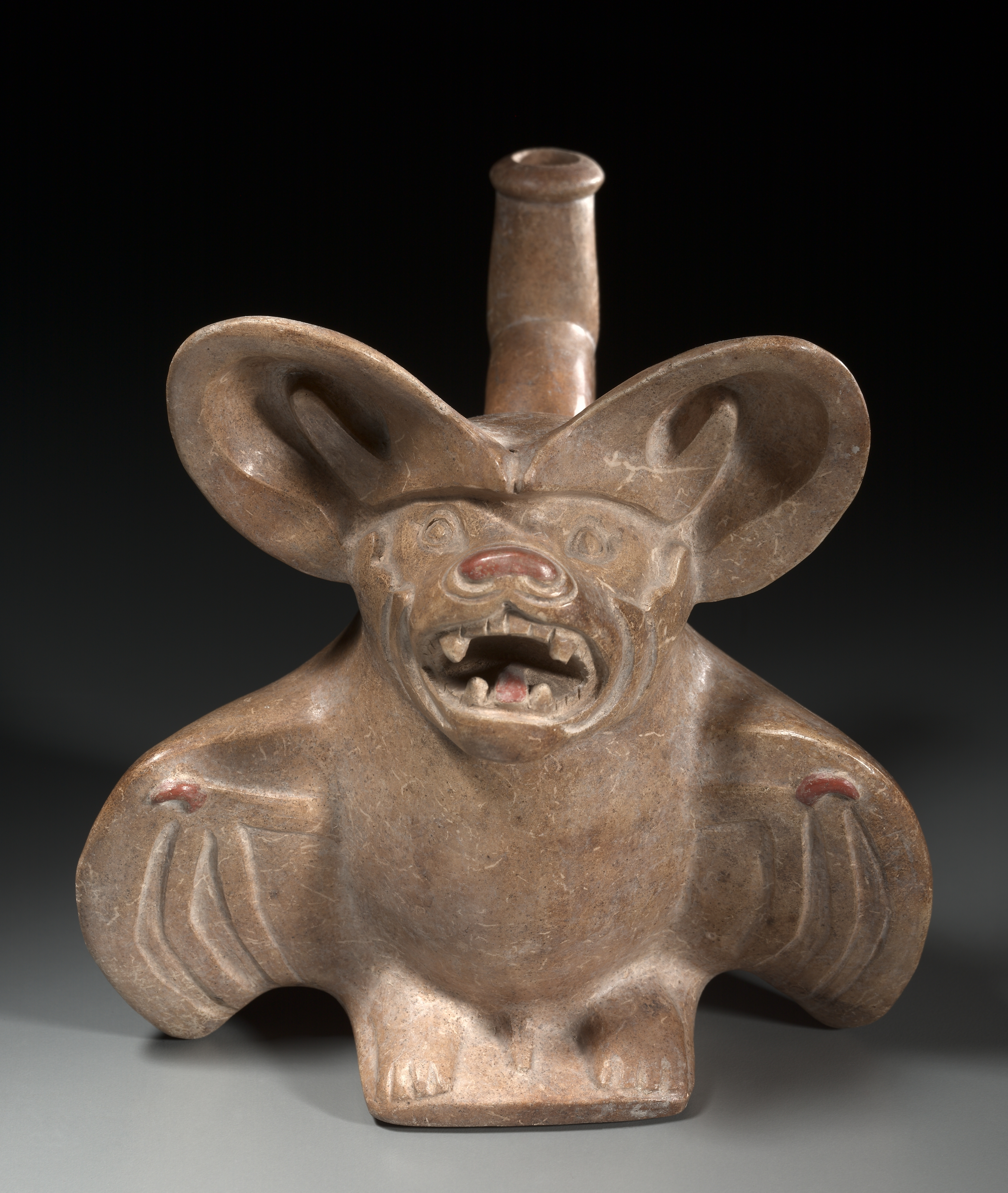
Керамічна фігурка кажана, ймовірно з роду Histiotus, культура Моче, 0–700 р. н. е.

Новий вид, Histiotus mochica, можна відрізнити від інших споріднених однобарвною спинною шерстю та ін. Генетичні дані вказують, що новий вид є сестринським до H. humboldti Анд Колумбії та півночі Еквадору. Новий вид є середньорозмірним з-поміж Histiotus.

## Поширення
Ендемік пустелі тихоокеанського узбережжя Північного Перу.

## Етимологія
Цей регіон також став місцем процвітання кількох доінківських цивілізацій. Культура Моче (100–850 рр. н. е.) була однією з таких, з багатою та різноманітною матеріальною культурою, яка включала дуже реалістичні керамічні зображення регіональної флори та фауни. Зокрема, одна керамічна посудина має форму кажана, що виходячи із зовнішніх характеристик є особиною з роду Histiotus.